# Vågig gelélav
Vågig gelélav (Collema undulatum) är en lavart som beskrevs av Laurer ex Flot. Vågig gelélav ingår i släktet Collema och familjen Collemataceae.  Arten är reproducerande i Sverige. Inga underarter finns listade i Catalogue of Life.

## Källor

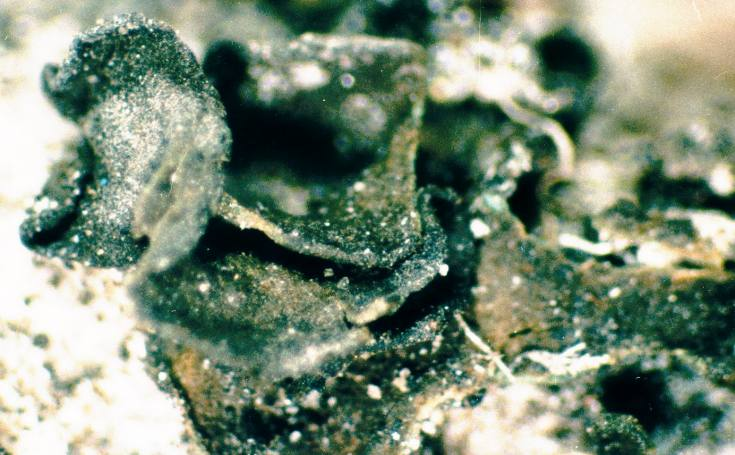
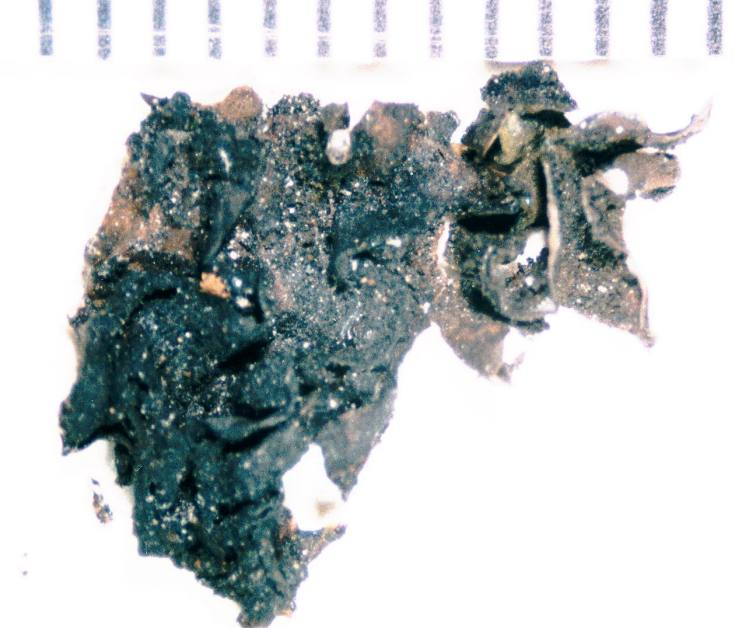
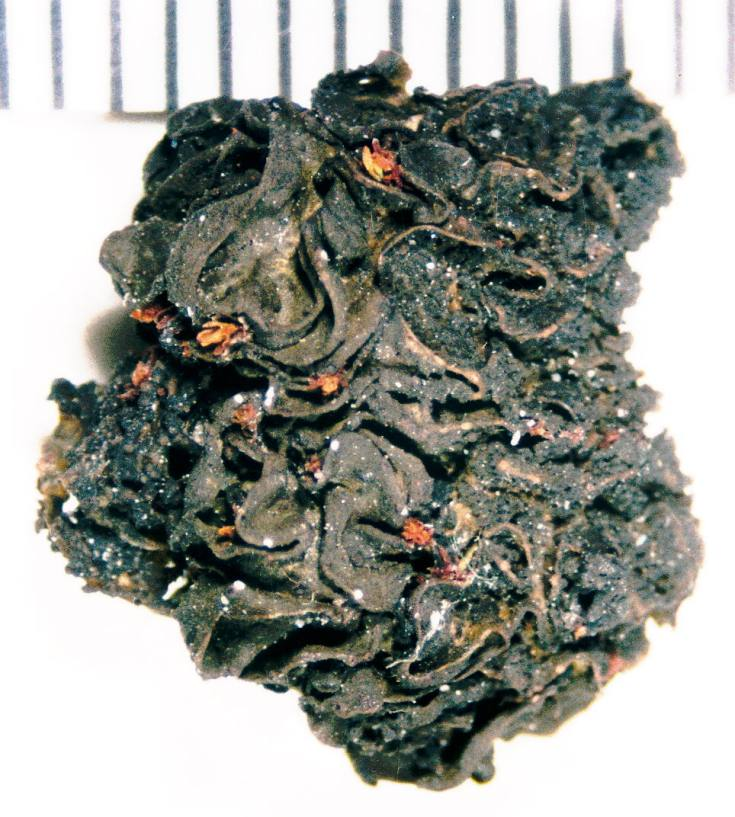
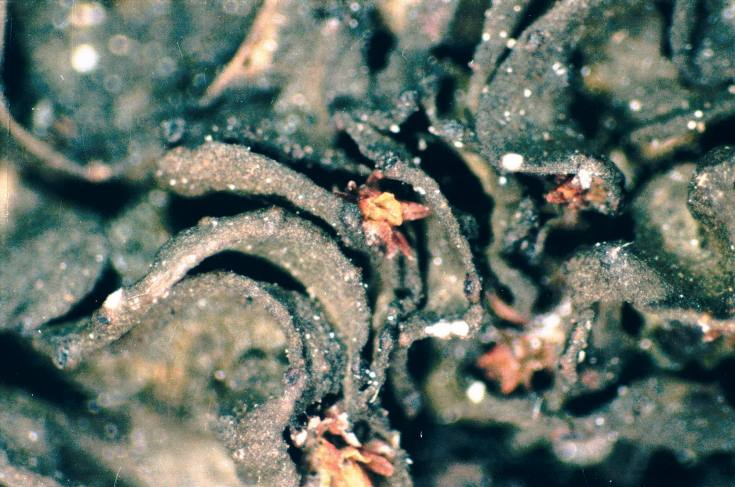
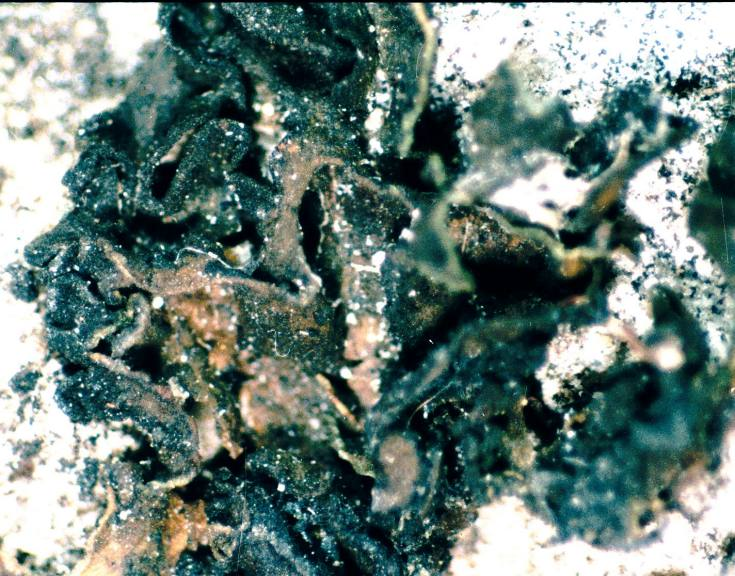